# Vernons
 Vernons (en francès Vernoux-en-Vivarais) és un municipi francès situat al departament de l'Ardecha i a la regió d'Alvèrnia-Roine-Alps. L'any 2007 tenia 1.900 habitants.

## Demografia

### Població
El 2007 la població de fet de Vernoux-en-Vivarais era de 1.900 persones. Hi havia 778 famílies de les quals 275 eren unipersonals (109 homes vivint sols i 166 dones vivint soles), 219 parelles sense fills, 207 parelles amb fills i 77 famílies monoparentals amb fills.
La població ha evolucionat segons el següent gràfic:
Habitants censats

### Habitatges
El 2007 hi havia 1.097 habitatges, 802 eren l'habitatge principal de la família, 223 eren segones residències i 72 estaven desocupats. 826 eren cases i 262 eren apartaments. Dels 802 habitatges principals, 498 estaven ocupats pels seus propietaris, 280 estaven llogats i ocupats pels llogaters i 24 estaven cedits a títol gratuït; 16 tenien una cambra, 76 en tenien dues, 143 en tenien tres, 241 en tenien quatre i 326 en tenien cinc o més. 439 habitatges disposaven pel capbaix d'una plaça de pàrquing. A 377 habitatges hi havia un automòbil i a 271 n'hi havia dos o més.

### Piràmide de població
La piràmide de població per edats i sexe el 2009 era:
| Homes | Edats   | Dones |
| ----- | ------- | ----- |
| 0     | 95 o +  | 4     |
| 16    | 90 a 94 | 28    |
| 16    | 85 a 89 | 36    |
| 8     | 80 a 84 | 32    |
| 36    | 75 a 79 | 64    |
| 52    | 70 a 74 | 52    |
| 68    | 65 a 69 | 68    |
| 36    | 60 a 64 | 32    |
| 28    | 55 a 59 | 32    |
| 52    | 50 a 54 | 64    |
| 88    | 45 a 49 | 52    |
| 64    | 40 a 44 | 56    |
| 52    | 35 a 39 | 64    |
| 40    | 30 a 34 | 64    |
| 28    | 25 a 29 | 32    |
| 48    | 20 a 24 | 24    |
| 64    | 15 a 19 | 40    |
| 68    | 10 a 14 | 36    |
| 52    | 5 a 9   | 32    |
| 32    | 0 a 4   | 36    |

## Economia
El 2007 la població en edat de treballar era de 1.132 persones, 820 eren actives i 312 eren inactives. De les 820 persones actives 728 estaven ocupades (416 homes i 312 dones) i 92 estaven aturades (47 homes i 45 dones). De les 312 persones inactives 105 estaven jubilades, 82 estaven estudiant i 125 estaven classificades com a «altres inactius».

### Ingressos
El 2009 a Vernoux-en-Vivarais hi havia 777 unitats fiscals que integraven 1.750,5 persones, la mediana anual d'ingressos fiscals per persona era de 14.836 €.

### Activitats econòmiques
Dels 118 establiments que hi havia el 2007, 5 eren d'empreses alimentàries, 1 d'una empresa de fabricació de material elèctric, 1 d'una empresa de fabricació d'elements pel transport, 1 d'una empresa de fabricació d'altres productes industrials, 19 d'empreses de construcció, 27 d'empreses de comerç i reparació d'automòbils, 4 d'empreses de transport, 12 d'empreses d'hostatgeria i restauració, 2 d'empreses d'informació i comunicació, 3 d'empreses financeres, 10 d'empreses immobiliàries, 10 d'empreses de serveis, 15 d'entitats de l'administració pública i 8 d'empreses classificades com a «altres activitats de serveis».
Dels 39 establiments de servei als particulars que hi havia el 2009, 1 era una gendarmeria, 1 oficina de correu, 2 oficines bancàries, 1 funerària, 3 tallers de reparació d'automòbils i de material agrícola, 1 taller d'inspecció tècnica de vehicles, 3 paletes, 1 guixaire pintor, 5 fusteries, 4 lampisteries, 3 electricistes, 3 perruqueries, 1 veterinari, 4 restaurants, 5 agències immobiliàries i 1 saló de bellesa.
Dels 15 establiments comercials que hi havia el 2009, 1 era un supermercat, 2 botiges de menys de 120 m², 3 fleques, 1 una carnisseria, 1 una llibreria, 3 botigues d'electrodomèstics, 1 una botiga de material esportiu, 1 una joieria i 2 floristeries.
L'any 2000 a Vernoux-en-Vivarais hi havia 53 explotacions agrícoles que ocupaven un total de 1.554 hectàrees.

## Equipaments sanitaris i escolars
El 2009 hi havia 1 hospital de tractaments de mitja durada (seguiment i rehabilitació), 1 un hospital de tractaments de llarga durada, 1 farmàcia i 1 ambulància.
El 2009 hi havia 1 escola maternal i 2 escoles elementals. Vernoux-en-Vivarais disposava de 2 col·legis d'educació secundària amb 288 alumnes.

## Poblacions més properes
El següent diagrama mostra les poblacions més properes.